# Crisi tonico-clonica
La crisi di tipo tonico-clonico 
rappresenta il tipo più grave di crisi epilettica. Questa crisi dura circa 5-10 minuti ed è caratterizzata da una fase di contrazione intensa che riguarda tutto il corpo, una fase caratterizzata da convulsioni e una fase di risoluzione caratterizzata da respirazione rumorosa e spesso perdita di urine. Il paziente la maggior parte delle volte non conserva alcun ricordo della crisi, ma non sempre.

## Fisiopatologia
La maggioranza delle crisi tonico cloniche sono idiopatiche (ossia non risultano provocate da una causa specifica). In ogni caso alcune delle crisi generalizzate iniziano come piccoli attacchi (crisi parziali semplici) oppure come complesse che si propagano ad entrambi gli emisferi del cervello. Questa fase è chiamata generalizzazione secondaria.
Nel caso dell'epilessia idiopatica non sono note le cause delle crisi. Si ritiene tuttavia che le cause possano includere lo squilibrio chimico, a livello dei neurotrasmettitori e fattori genetici.  La soglia della crisi può essere alterata dalla fatica, dalla malnutrizione, da insonnia, ipertensione, stress, diabete, dalla presenza di luci flash o al neon, movimenti rapidi, squilibrio degli zuccheri nel sangue, ansia e altri fattori.
Nel caso dell'epilessia sintomatica, l'imaging a risonanza magnetica o altre tecniche basate sulle neuroimmagini, permettono di rilevare se c'è un certo livello di danni ad un numero significativo di neuroni. Le lesioni (scar tissue) causate dalla perdita di questi neuroni possono dare origine ad una crisi.

## Fasi
Le crisi sono divise in due fasi, fase tonica e fase clonica; la crisi tonico clonica spesso è preceduta da un'aura.
- Nell'aura, la persona può avvertire un déjà vu, emozioni inusuali e magari inappropriate, visione e udito alterati, (anche con allucinazioni), e altri sintomi. Questa è effettivamente una crisi parziale semplice. Qualche volta la persona perde coscienza, e si muove in maniera insensata, in particolare verso la fine di questa fase, quando ormai la crisi progressivamente prende la forma di crisi parziale complessa. L'aura è dovuta al fatto che la crisi tonico clonica spesso inizia in un'area isolata del cervello, ma si propaga poi lentamente a tutto il cervello. Un'aura può durare da pochi secondi a diversi minuti, a seconda della persona; tuttavia alcune persone non sperimentano mai l'aura.  Alcune persone non vivono la fase di aura durante le crisi tonico cloniche.
- Nella fase tonica, la persona diviene incosciente e tutti i muscoli improvvisamente si irrigidiscono. Questa fase è generalmente la più breve della crisi e di solito dura solo pochi secondi. In alcuni casi la persona può anche emettere suoni simili ad un forte gemito.
- Nella fase clonica, i muscoli della persona, la quale è sempre incosciente, iniziano a contrarsi e a rilassarsi rapidamente, causando convulsioni. Vi è deviazione degli occhi in alto, la lingua è spesso imbrigliata; l'incontinenza è presente in alcuni casi. Il sonno segue invariabilmente una crisi tonico clonica. Spesso sono presenti confusione e amnesia al risveglio.

## Primi provvedimenti
Spesso le prime persone ad assistere una persona che ha una crisi epilettica sono profane in materia. Mantenere la calma di se stessi e delle altre persone presenti è senza dubbio di fondamentale importanza. Le prime cose da fare sono allarmare i soccorsi e registrare l'inizio della crisi, in maniera da poter comunicare ai soccorritori/medici la durata di essa. Vanno poi assicurate la localizzazione del paziente (spostare da eventuali zone pericolose) e la sua respirazione (ad esempio slacciando una cravatta o togliendo una sciarpa). In seguito si attende la fine della crisi, senza più intervenire attivamente. Una volta terminate le convulsioni, ovvero quando comincia la fase del sonno, dove il paziente non risponde a eventuali domande, si sposta il paziente in una posizione laterale.